# Christer Celion
Bengt Christer Celion, född 31 januari 1947 i Västerås, är en svensk höjdhoppare och friidrottare som var aktiv under 1960-talet. Han tävlade för IF Örnen. Hans personliga rekord i höjdhopp är 217 cm.